# Palinges
Palinges – miejscowość i gmina we Francji, w regionie Burgundia-Franche-Comté, w departamencie Saona i Loara.
Według danych na rok 1990 gminę zamieszkiwało 1630 osób, a gęstość zaludnienia wynosiła 45 osób/km² (wśród 2044 gmin Burgundii Palinges plasuje się na 130. miejscu pod względem liczby ludności, natomiast pod względem powierzchni na miejscu 100.).